# Tributylamine
Tributylamine (afgekort tot TBA) is een organische verbinding met als brutoformule C12H27N. De stof komt voor als een kleurloze tot gele hygroscopische vloeistof met een amine-achtige geur, die zeer slecht oplosbaar is in water.

## Toepassingen
Tributylamine kent een groot aantal toepassingen:
- Als tussenstof bij de bereiding van andere chemische verbindingen, waaronder tributylmethylammoniumchloride (C13H30ClN) en tributylbenzylammoniumchloride (C19H34ClN)
- Als oplosmiddel
- Als katalysator (protonacceptor) bij organische syntheses en polymerisaties (onder andere polyurethaan)
- Als corrosie-inhibitor van hydraulische vloeistoffen

## Toxicologie en veiligheid
De stof ontleedt bij verbranding, met vorming van giftige gassen, onder andere stikstofoxiden. Tributylamine is een zwakke base en reageert met oxiderende stoffen en sterke zuren.
De stof is irriterend voor de huid en matig tot niet irriterend voor de ogen.